# Dolichestola vittipennis
Dolichestola vittipennis är en skalbaggsart som beskrevs av Stefan von Breuning 1948. Dolichestola vittipennis ingår i släktet Dolichestola och familjen långhorningar. Inga underarter finns listade i Catalogue of Life.